# Załuzie
Załuzie (prononciation : [zaˈwuʑe]) est un village polonais de la gmina de Różan dans le powiat de Maków de la voïvodie de Mazovie dans le centre-est de la Pologne.
Il se situe à environ 5 kilomètres à l'ouest de Różan (siège de la gmina), 15 km à l'est de Maków Mazowiecki (siège du powiat) et à 78 km au nord de Varsovie (capitale de la Pologne).
Le village possède approximativement une population de 29 habitants.

## Histoire
De 1975 à 1998, le village appartenait administrativement à la voïvodie d'Ostrołęka.